# بادایاک
بادایاک (به فرانسوی: Badailhac) یک کمون (فرانسه) در فرانسه است که در کانتال واقع شده‌است. بادایاک ۱۲٫۴۸ کیلومتر مربع مساحت دارد ۹۵۰ متر بالاتر از سطح دریا واقع شده‌است.